# 10546 Nakanomakoto
A 10546 Nakanomakoto (ideiglenes jelöléssel 1992 FS1) a Naprendszer kisbolygóövében található aszteroida. K. Endate és Vatanabe Kazuró fedezték fel 1992. március 28-án.